# Eucerura pica
Eucerura pica är en fjärilsart som beskrevs av Butler 1882. Eucerura pica ingår i släktet Eucerura och familjen tandspinnare. Inga underarter finns listade i Catalogue of Life.